# Wilmar Schaufeli
Wilmar B. Schaufeli (né en 1953) est un psychologue-chercheur du travail néerlandais. Il est spécialisé en psychologie organisationnelle à l'Université d'Utrecht aux Pays-Bas. 